# Guglielmo Tagliacarne
Guglielmo Tagliacarne (31 de mayo de 1893 en Orta San Giulio, Novara – 10 de abril de 1979, Roma) fue un estadístico italiano.

## Biografía
Guglielmo Tagliacarne nació en Orta San Giulio, Novara, el 31 de mayo de 1893. Estudió en la Universidad Comercial Luigi Bocconi de Milán, y allí obtuvo su Máster en economía. Continuó sus estudios de estadística, y los aspectos que analizó fueron los siguientes: cadenas de suministro, comportamientos de compra y de consumo, modas demográficas y ocupacionales, y cálculo provincial y regional de la renta nacional.
Participó en la Primera Guerra Mundial, hecho por el que fue condecorado. En 1922 empezó a impartir clases de estadística y de metodología de ciencias sociales. En octubre de 1925 publicó una memoria sobre estadística de desastres internacionales en el Congreso Internacional de Estadística en Roma. En los años treinta, estudió comercio interior en la Confederación General de Comercio italiana (Confcommercio).
Durante la Segunda Guerra Mundial (19391945) tuvo que luchar de nuevo, esta vez con el rango de oficial, y los británicos lo capturaron y encarcelaron en la India. Durante su cautiverio enseñó economía y estadística a los compañeros que, como él, eran prisioneros de guerra. Tras la guerra, en 1946, realizó estudios sobre la situación de la industria italiana para el Ministerio de Reconstrucción. Durante los años siguientes (de 1947 a 1968) se convirtió en secretario general de la Cámara de comercio de Milán. Al mismo tiempo estuvo a cargo de la recién constituida Unión Italiana de Cámaras de Comercio, responsabilidad que mantuvo durante más de veinte años.
Fue profesor universitario de estadística y demografía en varias universidades italianas (Milán, Roma, Pavía, Macerata y Pisa) y en universidades internacionales (Caracas y Lima). Murió en Roma el 10 de abril de 1979. Siete años después, el año 1986, se fundó el Instituto Guglielmo Tagliacarne tomando el nombre en su honor. Se trata de una fundación de investigación y de desarrollo de la cultura económica, cuyos proyectos todavía se inspiran en los de ilustres investigadores. Uno de los cofundadores del Instituto fue Luigi Pieraccioni, uno de sus alumnos, quien desarrolló los estudios de Tagliacarne.
Además de por todas sus investigaciones, se recuerda a Tagliacarne por ser fundador de la Asociación Italiana de Estudios de Mercado (AISM), cuyo nombre actual en italiano es Associazione Italiana de Marketing, y también de la Escuela de Desarrollo Económico, cuyo nombre actual es Master Tagliacarne of Economic Development (en español, Máster Tagliacarne de Desarrollo Económico).

## Investigaciones principales
- Investigación de mercados
- Cálculo provincial y regional de la renta nacional
- Interacción entre el consumidor y las cadenas de suministro
- Comportamiento de los distribuidores
- Moda ocupacional y demográfica

## Publicaciones
- 1938: Scritti di economia e statistica. Milán: Stab. tipografico de “La Gazzetta dello Sport”, a cura dei funzionari e impiegati dell'Unione Fascista dei Commercianti della Provincia di Milano.
- 1949: Demografia dell'India: Studio di Demografia di Comparata. Roma: Studi Monografie della Società taliana di Demografia e Statistica, N.º 1.
- 1951: Técnica e prática delle ricerche di mercato. Milán: Giuffrè Editore, 4.ª edición, 1964.
- 1954: Variazioni territoriali dello stato economico tra il 1938 e il 1952 in Italia e in altri Paesi, Studi e Monografie della Società Italiana di Economia Demografia e Statistica, n.º 7; 1954.
- 1957: Lo studio delle aree di mercato in Italia. Milán: Giuffrè Editore.
- 1966: «Barómetro económico 1963-1966», en Rassegna Económica, Nápoles: Banco di Nápoli.
- 1966: 260 aree economiche in Italia. Contributo alla programmazione. Milán: Giuffrè Editore.
- 1948: director del periódico Síntesi Económica
- 1955: director del periódico Studi di Mercato.

- Farneti, E; y Marbach, G. (eds.): Guglielmo Tagliacarne. Una vita da pioniere. Roma: Istituto Tagliacarne, 2001.